# Vadim Shikarev
Vadim Yúrievich Shikarev (en ruso: Вадим Юрьевич Шикарев; Samarcanda, URSS, 15 de mayo de 1968-Almaty, 28 de noviembre de 2000) fue un deportista kazajo que compitió para la Unión Soviética en tiro con arco, en la modalidad de arco recurvo.
Ganó dos medallas en el Campeonato Mundial de Tiro con Arco al Aire Libre, en los años 1989 y 1991, una medalla de bronce en el Campeonato Mundial de Tiro con Arco en Sala de 1991 y dos medallas de oro en el Campeonato Europeo de Tiro con Arco al Aire Libre, en los años 1988 y 1990.
Participó en tres Juegos Olímpicos de Verano, entre los años 1992 y 2000, ocupando el séptimo lugar en Barcelona 1992 (individual) y el séptimo en Sídney 2000 (equipo).

## Palmarés internacional
| Representando a la URSS          |                         |                   |            |
| Campeonato Mundial al Aire Libre |                         |                   |            |
| Año                              | Lugar                   | Medalla           | Prueba     |
| 1989                             | Lausana (Suiza)         | Medalla de oro    | Equipo     |
| 1991                             | Cracovia (Polonia)      | Medalla de plata  | Individual |
| Campeonato Mundial en Sala       |                         |                   |            |
| Año                              | Lugar                   | Medalla           | Prueba     |
| 1991                             | Oulu (Finlandia)        | Medalla de bronce | Individual |
| Campeonato Europeo al Aire Libre |                         |                   |            |
| Año                              | Lugar                   | Medalla           | Prueba     |
| 1988                             | Luxemburgo (Luxemburgo) | Medalla de oro    | Equipo     |
| 1990                             | Barcelona (España)      | Medalla de oro    | Equipo     |